# Конвой HG 53
Конвой HG 53 (англ. Convoy HG 53) — 53-й атлантичний конвой серії HG транспортних суден у кількості 21 одиниці, що у супроводженні союзних кораблів ескорту прямував від Гібралтару до британських морських портів. Конвой вийшов 6 лютого 1941 року з Гібралтару та прибув до Ліверпуля 24 лютого 1941. HG 53 був одним з небагатьох атлантичних конвоїв, де судна були потоплені підводними човнами, літаками та надводними кораблями.

## Історія
6 лютого 1941 року конвой HG 53 під командуванням контрадмірала О. Доусона вийшов з Гібралтару до Британських островів. Ввечері 8 лютого при проходженні поблизу мису Сент-Вінсент U-37 виявив та повідомив про конвой на авіаційну базу Бордо-Мериньяк і розпочав відстежувати союзні судна, подаючи маякові сигнали для KG 40. Невдовзі опівночі німецький підводний човен затопив два судна Courland і Estrellano. На світанку 9 лютого п'ять бомбардувальників Fw 200 «Condor» вилетіли з французької авіабази і знайшли конвой опівдні в 400 милях (640 км) на південний захід від Лісабона. Fw 200 бомбили з висоти 46 м, оскільки їм не вистачало бомбових прицілів. Німецькі бомбардувальники атакували по одному судну, один торпедоносець був уражений зенітними розрахунками конвою в криловий паливний бак, тому був змушений сісти в Іспанії. Шість із двадцяти скинутих бомб влучили у цілі. Після настання темряви U-37 потопив ще британське вантажне судно «Бранденбург» і продовжував надсилати маякові сигнали німецькому крейсеру «Адмірал Гіппер». 11 лютого «Адмірал Гіппер» знайшов і потопив британський вантажний транспорт «Айсленд», що відстав від головних сил конвою.
Вцілілі 12 транспортних суден конвою HG 53 прибули до Ліверпуля 24 лютого 1941 року. Дев'ять кораблів загальною водотоннажністю 15 217 БРТ були потоплені.

## Кораблі та судна конвою HG 53[1]

### Транспортні судна
Позначення
| Назва                  | Прапор          | Тоннаж (GRT) | Прим.                                                  |
| ---------------------- | --------------- | ------------ | ------------------------------------------------------ |
| Brandenburg (1910)     | Велика Британія | 1 473        | 10 лютого потоплений U-37                              |
| Britannic II (1918)    | Велика Британія | 2 490        | 9 лютого потоплений бомбардувальником KG 40            |
| Courland (1932)        | Велика Британія | 1 325        | 10 лютого потоплений U-37                              |
| Coxwold (1938)         | Велика Британія | 1 124        |                                                        |
| Dagmar I (1903)        | Велика Британія | 2 471        | 9 лютого потоплений бомбардувальником KG 40            |
| Dago (1902)            | Велика Британія | 1 757        |                                                        |
| Disa (1918)            | Швеція          | 2 002        |                                                        |
| Egyptian Prince (1922) | Велика Британія | 3 490        |                                                        |
| Empire Lough (1940)    | Велика Британія | 2 824        |                                                        |
| Empire Tern (1919)     | Велика Британія | 2 479        |                                                        |
| Empire Warrior (1921)  | Велика Британія | 1 306        |                                                        |
| Estrellano (1920)      | Велика Британія | 1 982        | 10 лютого потоплений U-37                              |
| Iceland (1914)         | Велика Британія | 1 236        | 11 лютого потоплений важким крейсером «Адмірал Гіппер» |
| Jura (1929)            | Велика Британія | 1 759        | 9 лютого потоплений Fw 200 «Condor» KG 40              |
| Marklyn (1918)         | Велика Британія | 3 090        |                                                        |
| Ousel (1922)           | Велика Британія | 1 533        |                                                        |
| Sally Maersk (1923)    | Велика Британія | 3 252        |                                                        |
| Toward (1923)          | Велика Британія | 1 571        | Рятувальне судно конвою                                |
| Tejo (1916)            | Норвегія        | 967          | 9 лютого потоплений Fw 200 «Condor» KG 40              |
| Vanellus (1921)        | Велика Британія | 1 886        |                                                        |
| Vanellus (1924)        | Велика Британія | 1 514        | 9 лютого потоплений Fw 200 «Condor» KG 40              |
| Wrotham (1927)         | Велика Британія | 1 884        |                                                        |

### Кораблі ескорту
| Назва         | Прапор                                  | Тип корабля                                | Прим.        |
| ------------- | --------------------------------------- | ------------------------------------------ | ------------ |
| «Анемон»      | Військово-морські сили Великої Британії | корвет типу «Флавер»                       | 22-24 лютого |
| «Дептфорд»    | Військово-морські сили Великої Британії | шлюп типу «Грімсбі»                        | 6-24 лютого  |
| «Фьюрі»       | Військово-морські сили Великої Британії | ескадрений міноносець типу «F»             | 20-23 лютого |
| «Лемінгтон»   | Військово-морські сили Великої Британії | ескадрений міноносець типу «Таун»          | 22-24 лютого |
| «Лондондеррі» | Військово-морські сили Великої Британії | шлюп типу «Грімсбі»                        | 18-24 лютого |
| «Сейбр»       | Військово-морські сили Великої Британії | ескадрений міноносець типу «S»             | 22-24 лютого |
| «Велокс»      | Військово-морські сили Великої Британії | ескадрений міноносець «Адміралті» типу «V» | 6-11 лютого  |